# Harry Cody
Harry Cody, all'anagrafe Harry Aarne Kemppainen (13 ottobre 1962), è un chitarrista svedese.

## Biografia
È conosciuto soprattutto per esser stato cofondatore degli Shotgun Messiah.
Dopo lo scioglimento degli Shotgun Messiah, Harry Cody fondò i Coma insieme all'ex-cantante dei Saigon Kick Matt Kramer, senza ottenere però alcun successo. In seguito fondò un altro progetto che non ebbe risvolti con il cantante dei Rhino Bucket Georg Dolivo, chiamato Das Cabal.
Negli ultimi anni ha collaborato con Tom Waits negli album Real Gone (2004) e Orphans: Brawlers, Bawlers & Bastards (2006) suonando chitarra e banjo.

## Discografia

### Con gli Shotgun Messiah
- Shotgun Messiah (1989)
- Second Coming (1991)
- I Want More (EP) (1992)
- Violent New Breed (1993)

### Altre partecipazioni
- Stuart Hamm - Kings of Sleep (1989)
- Stuart Hamm - The Urge (1991)
- Tom Waits - Real Gone (2004)
- Tom Waits - Orphans: Brawlers, Bawlers & Bastards (2006)